# دیال (برند)
دیال (انگلیسی: Dial) یک نام تجاری آمریکایی صابون، ژل دوش و ضدعفونی‌کننده دست است که توسط شرکت هنکل کالاهای مصرفی آمریکای شمالی، زیرمجموعه آمریکایی هنکل تولید می‌شود. دیال اولین صابون ضد باکتری جهان است.